# Pseudoacanthocephalus betsileo
Pseudoacanthocephalus betsileo är en hakmaskart som beskrevs av Golvan, Houin, Bygoo 1969. Pseudoacanthocephalus betsileo ingår i släktet Pseudoacanthocephalus och familjen Echinorhynchidae. Inga underarter finns listade i Catalogue of Life.